# جهاز الارتباط العسكري (فلسطين)
جهاز الارتباط العسكري الفلسطيني هو أحد الأجهزة الأمنية الفلسطينية. تأسس بعد إنشاء السلطة الوطنية الفلسطينية عام 1994. وتُشكل قوات القسطل، التي عادت من الجزائر إلى الضفة الغربية وقطاع غزة عام 1994، النواة الأولى لهذا الجهاز.

## التاريخ
تأسس جهاز الارتباط العسكري الفلسطيني في العام 1994، كأحد أركان المؤسسة الأمنية الفلسطينية الحديثة، وذلك مع بدء تشكيل الأجهزة النظامية للدولة الفلسطينية. وقد انبثقت نواة هذا الجهاز من قوات القسطل، التي عادت من الجزائر إلى أرض الوطن محمّلة بروح الانتماء الوطني والخبرة التنظيمية والعسكرية، واضطلعت بمسؤولية المساهمة في بناء منظومة أمنية متماسكة.

## المهام
- تنظيم الحركة الميدانية ومتابعة شؤون المواطنين في مناطق التماس.
- تسهيل الإجراءات الإنسانية والطبية في الظروف الطارئة.
- تقديم الدعم اللوجستي للمؤسسات الرسمية في أداء مهامها.
- توثيق الحوادث الميدانية ومتابعة الملفات ذات الطابع المدني والإنساني.
- التنسيق الداخلي بين المؤسسات الوطنية بما يخدم المصلحة العامة.[3]

## مدراء عامون للجهاز
- زياد الأطرش (قائده الأول)
- سمير السكسك، منذ عام 2006 وحتى 2007.[4]
- جهاد جيوسي
- جهاد الأعرج
- ناصر البوريني

## وصلات خارجية
- الموقع الرسمي لجهاز الارتباط العسكري الفلسطيني.